# Hôtel Lambert

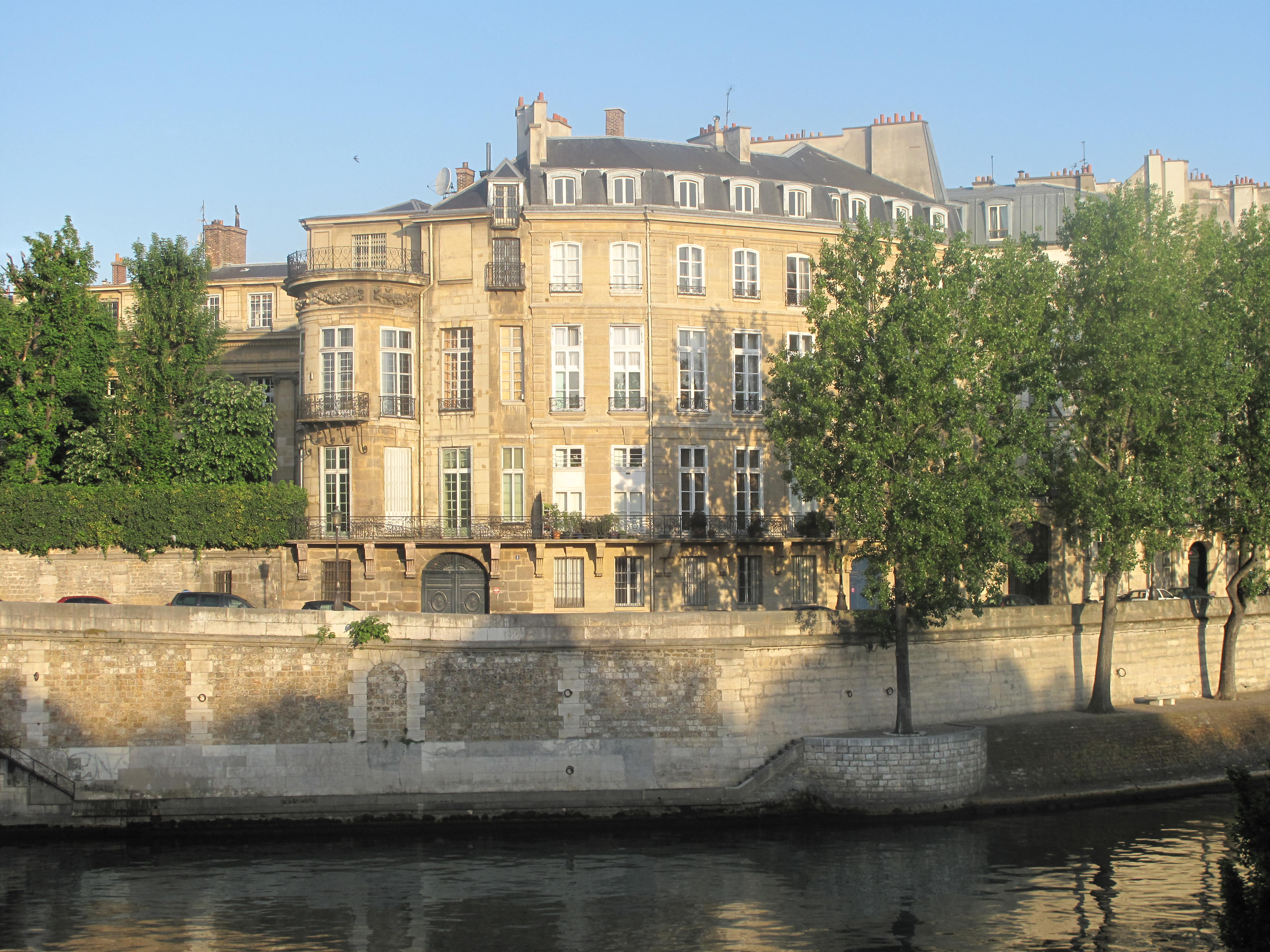
Hôtel Lambert op het Île Saint-Louis

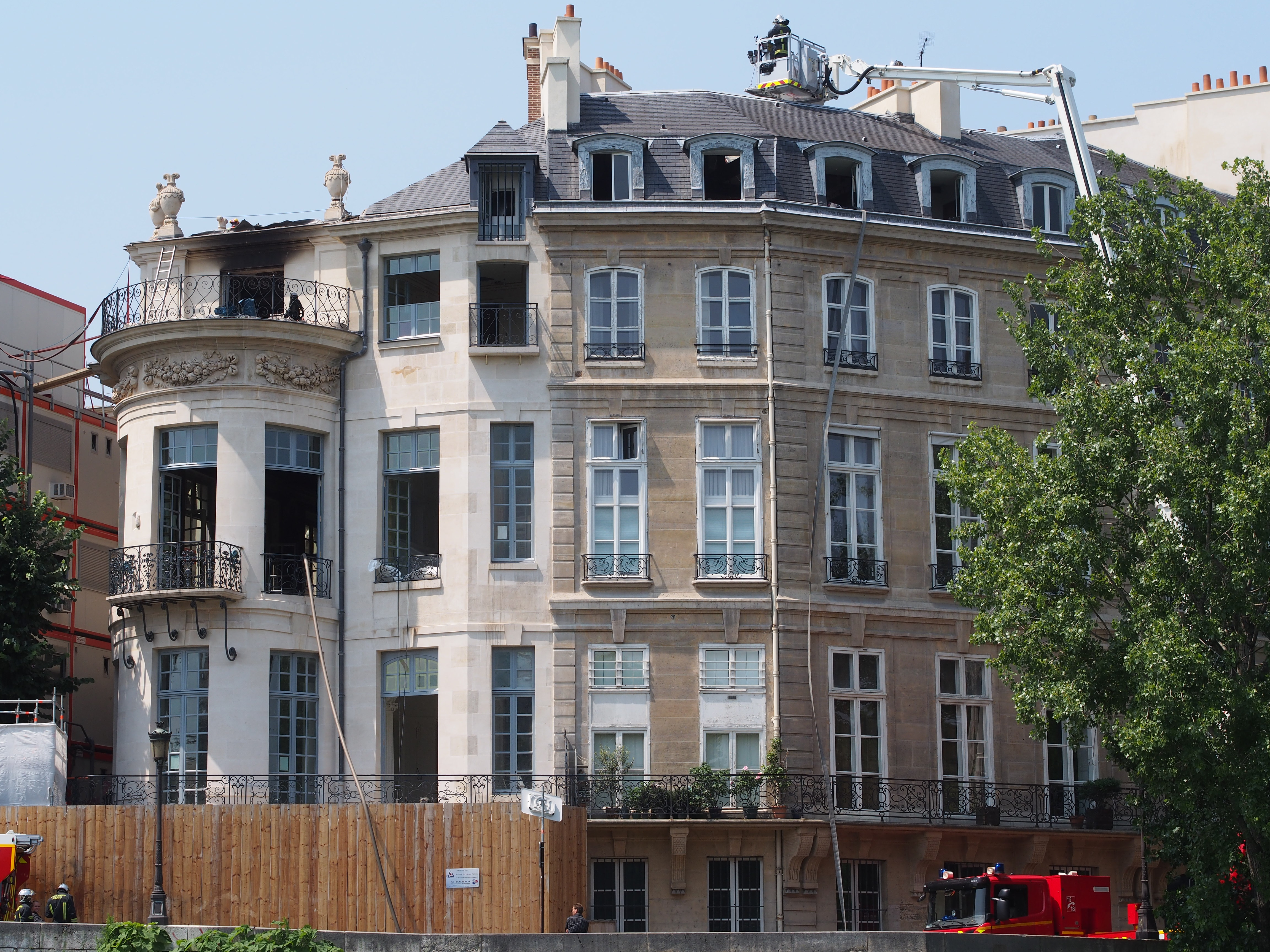
Schade na de brand in 2013

Het Hôtel Lambert  is een stadspaleis aan de Quai Anjou op het oostelijke einde van het Île Saint-Louis in Parijs.
De architect was Louis Le Vau. De bouw duurde van 1640 tot 1644. Het interieur wordt gezien als de meest verfijnde, meest vernieuwende en iconografisch coherentste voorbeeld van dit type architectuur en decoratieve schilderkunst uit het midden van de 17e eeuw in Frankrijk. In de 20e eeuw raakte het gebouw verdeeld in appartementen die gehuurd werden door society figuren. Op 10 juli 2013 woedde er een brand, ontstaan door onderhoud aan het dak.